# Space Duel
Space Duel es un juego arcade lanzado en 1982 por Atari Inc. Es un descendiente directo del Asteroids original, con los asteroides reemplazados por coloridas formas geométricas como cubos, diamantes y molinillos giratorios. Space Duel es el primer y único juego de vectores multijugador de Atari. Cuando Asteroids Deluxe no se vendió bien, este juego se retiró del estante y se lanzó a un éxito moderado.     No se lanzaron ports para consolas caseras contemporáneas. 
El jugador tiene cinco botones: dos para girar la nave hacia la izquierda o hacia la derecha, uno para disparar, uno para activar el propulsor y otro para el campo de fuerza . Disparar todos los objetos en la pantalla completa un nivel. Space Duel, Asteroids, Asteroids Deluxe y Gravitar utilizaron un sistema de control de 5 botones similar. 

## Legado
Space Duel se incluye en Atari Anthology para Windows, Xbox y PlayStation 2 y en la versión para PlayStation de Atari Anniversary Edition . Se lanzó un port de Space Duel en Atari Flashback 2, que reproduce solo el modo de un solo jugador. 
David Plummer tiene el récord mundial oficial para este juego con un máximo de 623,720 puntos.
En la portada del álbum The Who's 1982, It's Hard, aparece un gabinete de Space Duel . 